# Petinomys genibarbis
Petinomys genibarbis е вид бозайник от семейство Катерицови (Sciuridae). Видът е световно застрашен, със статут Уязвим.

## Разпространение
Видът е разпространен в Индонезия и Малайзия.